# Tadeusz Dolny
Tadeusz Dolny (Sobótka, 7 maggio 1958) è un ex calciatore polacco, di ruolo difensore.